# TATSUJI
TATSUJI（たつじ、1981年7月23日 - ）は、日本の元男性キックボクサー、元アマチュアボクシング選手。本名は高江 達二（たかえ たつじ）。福岡県出身。大東文化大学卒業。アイアンアックス所属。
立ち技格闘技イベント「R.I.S.E.」の看板選手であり、K-1の中量級大会「K-1 WORLD MAX」のリングでも活躍した。

## 人物
- ビッグマウスの持ち主であるが、素顔は負けず嫌いで向上心旺盛である。
- 将来の夢は「億万長者になり、いい車に乗っていい家に住む」とのことである。
- 本人曰く「ちんたらバイトして金貯めるのもめんどくさい」との理由で、アルバイトなどをせずギャンブルで生計を立てていた。選手紹介VTRでも、パチスロをする姿が放映された。

## 来歴

### アマチュア時代
バックボーンはボクシングで、高校3年間・大学4年間アマチュアボクシングで実績を作ってきた。全日本選手権、国民体育大会で優勝は出来なかったものの、それぞれ3位に入賞。2008年の北京オリンピックアジア予選日本代表候補者とも呼ばれていたが、本人はその道を捨ててプロの格闘家として人生を歩むことを決意した。

### プロ格闘家時代
2005年12月18日、格闘技団体「R.I.S.E.」が主催する「R.I.S.E. DEAD OR ALIVE TOURNAMENT '05」に出場。1回戦で我龍真吾を3R判定3-0で下し、続く準決勝で水谷秀樹からダウンを奪い3R判定3-0で下すと、決勝戦で白虎を1Rに右ローキックでKOし優勝した。優勝決定後、リング上でK-1参戦を宣言。試合を見ていた谷川貞治K-1イベントプロデューサーも好評価した。
2006年2月4日、K-1デビューとなった「K-1 WORLD MAX 2006 〜日本代表決定トーナメント〜」に出場。1回戦で山本優弥をTKO、準決勝でHAYATOを判定でそれぞれ下したが、決勝では佐藤嘉洋に判定負けし、準優勝となった。
2006年9月4日、「K-1 WORLD MAX 2006 〜世界王者対抗戦〜」でマイク・ザンビディスと互角に打ち合うも判定負け。試合後、「判定は納得してないです。パンチは少しもらいましたけど、自分のパンチも当たっていたんで正直、延長かなと思いました。」とコメントした。
2007年2月5日、「K-1 WORLD MAX 2007 〜日本代表決定トーナメント〜」に出場。1回戦でHAYATO、準決勝で安廣一哉をそれぞれ判定で下したが、決勝では去年と同じ顔合わせとなった佐藤嘉洋にKO負けし、2年連続で準優勝となった。
2007年4月4日、「K-1 WORLD MAX 2007 〜世界最終予選〜」でアルバート・クラウスと対戦し、判定勝ちを収めた。しかし、この判定に関しては疑問の声が多数あり本人達も納得していない。また、谷川は「本人が一番わかっていると思う。魔裟斗選手も全日本キックの頃、人を倒せない時期があった。TATSUJI選手はその辺を越えないと、世界に行っても活躍できない。」と、決定力不足を指摘した。
2007年6月28日、「K-1 WORLD MAX 2007 〜世界一決定トーナメント開幕戦〜」でアンディ・オロゴンと対戦し判定勝ち。その後、7月27日付けでK-1競技統括委員会から「打ってはクリンチをするという戦法がK-1ファイターらしからぬ戦い方」と警告された。
2007年9月30日、「SHOOT BOXING 2007 無双 〜MU-SO〜 其の四」で宍戸大樹にダウンを奪われ判定負けを喫した。
2008年2月2日、K-1 WORLD MAX 2008 〜日本代表決定トーナメント〜に出場。1回戦で前田宏行と対戦。前田相手に真っ向からパンチで打ち合い、1RKO負けを喫した。
2009年2月23日、K-1 WORLD MAX 2009 〜日本代表決定トーナメント〜に出場。1回戦で3年ぶりの再戦となる山本優弥と対戦。序盤的確にパンチをヒットさせるも、決め手を欠き延長R判定負けを喫した。
2009年4月21日、K-1 WORLD MAX 2009 FINAL16のオープニングファイトで龍二と対戦し、判定勝ち。
2009年11月22日、RISE 60で行われたHAYATOの引退試合で対戦し、判定勝ち。
2010年3月27日、K-1 WORLD MAX 2010 〜-70kg Japan Tournament〜の1回戦で中島弘貴と対戦し、2Rに2回のダウンを喫しKO負け。
2011年2月、引退を表明し、RISE74（後楽園ホール）で引退セレモニーを行った。

## 戦績

### プロキックボクシング
| キックボクシング 戦績 | キックボクシング 戦績 | キックボクシング 戦績 | キックボクシング 戦績 | キックボクシング 戦績 | キックボクシング 戦績 | キックボクシング 戦績 |
| --------------------- | --------------------- | --------------------- | --------------------- | --------------------- | --------------------- | --------------------- |
| 32 試合               | (T)KO                 | 判定                  | その他                | 引き分け              | 無効試合              |                       |
| 23 勝                 | 6                     | 17                    | 0                     | 0                     | 0                     |                       |
| 9 敗                  | 3                     | 6                     | 0                     | 0                     | 0                     |                       |

| 勝敗 | 対戦相手             | 試合結果                                    | 大会名                                                                            | 開催年月日     |
| ×    | 中島弘貴             | 2R 0:43 KO（パンチ連打）                    | K-1 WORLD MAX 2010 〜-70kg Japan Tournament〜 【1回戦】                           | 2010年3月27日  |
| ○    | HAYATO               | 3R終了 判定3-0                              | RISE 60 【HAYATO FINAL MATCH】                                                    | 2009年11月22日 |
| ○    | 健太                 | 3R終了 判定2-0                              | WBCムエタイルール日本統一王座決定戦 〜ROAD TO REAL KING 11                        | 2009年9月23日  |
| ×    | イム・チビン         | 3R終了 判定0-2                              | RISE 57                                                                           | 2009年7月26日  |
| ○    | 龍二                 | 3R終了 判定2-0                              | K-1 WORLD MAX 2009 World Championship Tournament FINAL16 【オープニングファイト】 | 2009年4月21日  |
| ×    | 山本優弥             | 延長R終了 判定0-3                           | K-1 WORLD MAX 2009 〜日本代表決定トーナメント〜 【1回戦】                         | 2009年2月23日  |
| ○    | 小宮由紀博           | 3R終了 判定3-0                              | 全日本キックボクシング連盟「Krush! 〜Kickboxing Destruction〜」                   | 2008年11月8日  |
| ×    | 前田宏行             | 1R 1:10 KO（2ノックダウン：左フック）       | K-1 WORLD MAX 2008 〜日本代表決定トーナメント〜 【1回戦】                         | 2008年2月2日   |
| ×    | 宍戸大樹             | 3R終了 判定0-3                              | SHOOT BOXING 2007 無双 〜MU-SO〜 其の四                                           | 2007年9月30日  |
| ○    | アンディ・オロゴン   | 3R終了 判定2-0                              | K-1 WORLD MAX 2007 〜世界一決定トーナメント開幕戦〜 【スーパーファイト】          | 2007年6月28日  |
| ○    | アルバート・クラウス | 3R終了 判定2-0                              | K-1 WORLD MAX 2007 〜世界最終選抜〜                                               | 2007年4月4日   |
| ×    | 佐藤嘉洋             | 1R 2:25 KO（右跳び膝蹴り）                  | K-1 WORLD MAX 2007 〜日本代表決定トーナメント〜 【決勝】                          | 2007年2月5日   |
| ○    | 安廣一哉             | 3R終了 判定3-0                              | K-1 WORLD MAX 2007 〜日本代表決定トーナメント〜 【準決勝】                        | 2007年2月5日   |
| ○    | HAYATO               | 3R終了 判定3-0                              | K-1 WORLD MAX 2007 〜日本代表決定トーナメント〜 【1回戦】                         | 2007年2月5日   |
| ○    | チェ・ジョンユン     | 2R 2:52 KO（3ノックダウン：左ボディブロー） | R.I.S.E. DEAD OR ALIVE TOURNAMENT'06 【スペシャルワンマッチ】                     | 2006年12月17日 |
| ×    | マイク・ザンビディス | 3R終了 判定0-3                              | K-1 WORLD MAX 2006 〜世界王者対抗戦〜                                             | 2006年9月4日   |
| ○    | 白須康仁             | 3R終了 判定3-0                              | K-1 WORLD MAX 2006 〜世界一決定トーナメント決勝戦〜 【スーパーファイト】          | 2006年6月30日  |
| ○    | ニック・ゴンザレス   | 3R終了 判定3-0                              | K-1 WORLD MAX 2006 〜世界一決定トーナメント開幕戦〜 【スーパーファイト】          | 2006年4月5日   |
| ×    | 佐藤嘉洋             | 3R終了 判定0-3                              | K-1 WORLD MAX 2006 〜日本代表決定トーナメント〜 【決勝】                          | 2006年2月4日   |
| ○    | HAYATO               | 3R終了 判定3-0                              | K-1 WORLD MAX 2006 〜日本代表決定トーナメント〜 【準決勝】                        | 2006年2月4日   |
| ○    | 山本優弥             | 2R 2:47 TKO（ドクターストップ：右肩脱臼）   | K-1 WORLD MAX 2006 〜日本代表決定トーナメント〜 【1回戦】                         | 2006年2月4日   |
| ○    | 白虎                 | 1R 2:11 KO（右ローキック）                  | R.I.S.E. DEAD OR ALIVE TOURNAMENT '05 【決勝】                                    | 2005年12月18日 |
| ○    | 水谷秀樹             | 3R終了 判定3-0                              | R.I.S.E. DEAD OR ALIVE TOURNAMENT '05 【準決勝】                                  | 2005年12月18日 |
| ○    | 我龍真吾             | 3R終了 判定3-0                              | R.I.S.E. DEAD OR ALIVE TOURNAMENT '05 【1回戦】                                   | 2005年12月18日 |
| ○    | チャーリー・ホースト | 1R 2:52 KO（右フック）                      | R.I.S.E. XIX                                                                      | 2005年10月30日 |
| ○    | 石黒竜也             | 3R終了 判定3-0                              | R.I.S.E. XVIII                                                                    | 2005年8月28日  |
| ○    | 井手泰晴             | 3R終了 判定3-0                              | R.I.S.E. G-BAZOOKA TOURNAMENT ’05 【スペシャルワンマッチ】                        | 2005年6月19日  |
| ○    | 白川裕規             | 2R 2:36 KO（3ノックダウン：左ストレート）   | 全日本キックボクシング連盟「NEVER GIVE UP」                                       | 2005年4月17日  |
| ○    | 平山貴一             | 2R 2:43 KO（右フック）                      | TRIAL LEAGUE.1                                                                    | 2005年3月20日  |
| ○    | CRAZY884             | 3R終了 判定3-0                              | R.I.S.E. XII                                                                      | 2005年1月30日  |
| ×    | 龍二                 | 3R終了 判定0-2                              | R.I.S.E. DEAD OR ALIVE TOURNAMENT '04 【DoAトーナメント リザーブマッチ】          | 2004年12月19日 |
| ○    | 田中龍星             | 3R終了 判定3-0                              | R.I.S.E. IX                                                                       | 2004年9月26日  |

### アマチュアキックボクシング
| 勝敗 | 対戦相手 | 試合結果          | 大会名        | 開催年月日    |
| ×    | ほっそん | 1分1R終了 判定0-3 | BreakingDown9 | 2023年8月26日 |

## 獲得タイトル
- R.I.S.E. DEAD OR ALIVE TOURNAMENT '05 優勝
- K-1 WORLD MAX 日本代表決定トーナメント 2006 準優勝
- K-1 WORLD MAX 日本代表決定トーナメント 2007 準優勝